# Gauthier (Casablanca)
Pour les articles homonymes, voir Gauthier.
Gauthier (en arabe : غوتيي) est un quartier de Casablanca, au Maroc.
Situé dans le centre de la ville, il est globalement bordé au nord-ouest par le boulevard d'Anfa, au nord-est par le boulevard Moulay Youssef, au sud par le boulevard Mohamed Zerktouni et le Twin Center, et à l'est par le parc de la Ligue arabe.
Ce quartier résidentiel et de bureaux est notamment réputé pour l'éclectisme de ses restaurants et cafés.
La villa des Arts des Casablanca se trouve dans ce quartier.